# Nathalee Aranda
Nathalee Joane Aranda Robinson (Colón, 22 de febrero de 1995) es una saltadora de longitud olímpica panameña. Aranda finalizó cuarto en salto de longitud en los Juegos Panamericanos de Lima, Perú 2019. También compitió en los Juegos Olímpicos de Verano de 2020.

## Biografía
Natalie Aranda tuvo su primera experiencia internacional en 2011 cuando ganó la medalla de bronce en el Campeonato Centroamericano en San José con una distancia de 5,68 m detrás de Tricia Flores de Belice y Ana Lucía Camargo de Guatemala. También ganó la medalla de bronce con el relevo panameño de 4 x 100 metros en 49.36 s detrás de los equipos de Belice y Costa Rica. Luego obtuvo el cuarto lugar en el Campeonato Sudamericano Junior en Medellín con una distancia de 5,58 m, así como en los Juegos Centroamericanos y del Caribe (CAC) en la Ciudad de Panamá con 5,31 m. Al año siguiente ganó el campeonato CAC U18 en. San Salvador en los 100 metros planos en 12,75 s y con 5,59 m en salto de longitud. Luego en el Campeonato Centroamericano en Managua quedó cuarta en los 100 metros en 12,42 s y ganó la medalla de plata en salto de longitud con 5,41 m detrás de Flores de Belice y también ganó la medalla de plata en el relevo detrás de Costa Rica en 47,79 s. . Luego quedó quinta en los 100 metros en el Campeonato Sudamericano Juvenil de Mendoza con 12,85 s y undécima en salto de longitud con 4,95 m. En 2013 ganó la medalla de plata en el Campeonato CAC de Managua con 5,79 m detrás de Ana María Porras de Costa Rica. Luego ocupó el séptimo lugar en el Campeonato Panamericano Juvenil en Medellín con 5,81 m. Anteriormente ganó la medalla de plata en los Juegos Centroamericanos de San José con 5,58 m detrás de Porras de Costa Rica y ganó el relevo con un nuevo récord de los Juegos de 46,66 s y ganó el relevo 4 x 400 metros en 3: 52,21 minutos tomó el medalla de plata detrás de Costa Rica. En octubre ganó la medalla de bronce en el Campeonato Sudamericano Juvenil de Resistencia con 5,90 m. En el Campeonato Centroamericano Juvenil en Managua ganó la medalla de plata en los 100 metros en 12.25 s y también en los 200 metros de carrera en 25.95 s y ganó en salto de longitud con 5.56 m. Luego ganó en el Campeonato CAC Junior en Morelia. la medalla de bronce con 5,82 m y luego quedó novena en el Campeonato Sudamericano Sub-23 de Montevideo con 5,63 m. En 2015 participó por primera vez en el Campeonato Sudamericano de Lima, donde ocupó el noveno lugar con 5,33 m antes de ser eliminada de la clasificación en la Universiadas de Verano en Gwangju, Corea del Sur, con 5,72 m. Al año siguiente ganó la medalla de plata en el Campeonato Centroamericano y del Caribe en San Salvador con una distancia de 5,88 m, así como con el relevo 4 x 100 metros en 46,67 s. En 2017 ganó el Campeonato Centroamericano en Tegucigalpa en. 12,07 s en los 100 metros y con 6,21 m en salto de longitud y ganó la medalla de plata en el relevo en 46,74 s. Luego ganó los Juegos Bolivarianos de Santa Marta con 6,46 m y los Juegos Centroamericanos de Managua con 6,17 m. En 2018 ganó la medalla de bronce en los Juegos Suramericanos de Cochabamba con un nuevo récord nacional de 6,60 m detrás de la peruana Paola. Mautino y Eliane Martins de Brasil. Luego terminó quinta en los Juegos Centroamericanos y del Caribe de Barranquilla con 6,43 m. Al año siguiente ocupó el cuarto lugar en el Campeonato Sudamericano de Lima con 6,25 m y luego ganó en el Campeonato Centroamericano de Managua con 6,39 m. Luego participó por primera vez en los Juegos Panamericanos de Lima y alcanzó los 6,55 m. cuarto puesto. En 2020 ganó el Campeonato Sudamericano inaugural en pista cubierta en Cochabamba con un nuevo récord bajo techo de 6,58 m y en diciembre ganó el Campeonato Centroamericano en San José con una distancia de 6,25 m. Al año siguiente ganó la medalla de bronce en el Campeonato Sudamericano de Guayaquil con 6,34 m detrás de las brasileñas Letícia Melo y Eliane Martins y poco después ganó el Campeonato Centroamericano en San José con 6,18 m antes de competir en los Juegos Olímpicos de verano en Tokio y se perdió el final con 6,12 m. En 2022 defendió su título en el Campeonato Sudamericano Indoor de Cochabamba con 6,43 m. En mayo quedó quinta en el Campeonato Iberoamericano de La Nucía con 6,38 my luego ganó la medalla de plata en los Juegos Bolivarianos de Valledupar con la misma distancia detrás de la colombiana Natalia Liñares. En octubre quedó cuarta en los Juegos Sudamericanos de Asunción con 6,04 m. Al año siguiente no logró hacer un intento válido en el Campeonato Sudamericano de São Paulo y en 2024 ocupó el octavo lugar en el Campeonato Sudamericano en pista cubierta de Cochabamba con 5,78 m. En los años 2014 a 2017 así como 2021 y 2023, Aranda se consagró campeona panameña en salto de longitud y en 2017 en 100 metros planos.

## Récord Personales
- 100 metros: 11,91 s (+0,8 m/s), 4 de junio de 2017 en  Ciudad de Panamá.
- 200 metros: 25,35 s (+0,6 m/s), 25 de mayo de 2013 en  San José.
- Salto de longitud: 6,60 m (+0,8 m/s), 6 de junio de 2018 en  Cochabamba (récord panameño).

## Competencias Internacionales
| Año                    | Competencia                                    | Lugar                     | Posición               | Evento                 | Notas                  |
| Representando a Panamá | Representando a Panamá                         | Representando a Panamá    | Representando a Panamá | Representando a Panamá | Representando a Panamá |
| ---------------------- | ---------------------------------------------- | ------------------------- | ---------------------- | ---------------------- | ---------------------- |
| 2011                   | Campeonato Centroamericano                     | San José, Costa Rica      | 3.º                    | Salto longitud         | 5,68 metros            |
| 2011                   | Campeonato Sudamericano Sub-20                 | Medellín, Colombia        | 4.º                    | Salto longitud         | 5,58 metros            |
| 2012                   | Campeonato Centroamericano                     | Managua, Nicaragua        | 2.º                    | Salto longitud         | 5,41 metros            |
| 2012                   | Campeonato Sudamericano Sub-18                 | Mendoza, Argentina        | 11.º                   | Salto longitud         | 4,95 metros            |
| 2013                   | Juegos Centroamericanos                        | San José, Costa Rica      | 2.º                    | Salto longitud         | 5,58 metros            |
| 2013                   | Campeonato Centroamericano                     | Managua, Nicaragua        | 2.º                    | Salto longitud         | 5,79 metros            |
| 2013                   | Campeonato Panamericano Sub-20                 | Medellín, Colombia        | 7.º                    | Salto longitud         | 5,81 metros            |
| 2013                   | Campeonato Sudamericano Sub-20                 | Resistencia, Argentina    | 3.º                    | Salto longitud         | 5,90 metros            |
| 2014                   | Campeonato Centroamericano Sub-20              | Managua, Nicaragua        | 1.º                    | Salto longitud         | 5,56 metros            |
| 2014                   | Campeonato Centroamericano Y Del Caribe Sub-20 | Morelia, México           | 3.º                    | Salto longitud         | 5,82 metros            |
| 2014                   | Campeonato Sudamericano Sub-23                 | Montevideo, Uruguay       | 9.º                    | Salto longitud         | 5,63 metros            |
| 2015                   | Campeonato Sudamericano                        | Lima, Perú                | 9.º                    | Salto longitud         | 5,33 metros            |
| 2015                   | Universiadas                                   | Gwangju, Corea del Sur    | 19.º                   | Salto longitud         | 5,72 metros            |
| 2016                   | Campeonato Centroamericano                     | San Salvador, El Salvador | 2.º                    | Salto longitud         | 5,88 metros            |
| 2017                   | Campeonato Centroamericano                     | Tegucigalpa, Honduras     | 1.º                    | Salto longitud         | 6,21 metros            |
| 2017                   | Juegos Bolivarianos                            | Santa Marta, Colombia     | 1.º                    | Salto longitud         | 6,46 metros            |
| 2017                   | Juegos Centroamericanos                        | Managua, Nicaragua        | 1.º                    | Salto longitud         | 6,17 metros            |
| 2018                   | Juegos Suramericanos                           | Cochabamba, Bolivia       | 3.º                    | Salto longitud         | 6,60 metros RN         |
| 2018                   | Juegos Centroamericanos y del Caribe           | Barranquilla, Colombia    | 5.º                    | Salto longitud         | 6,43 metros            |
| 2019                   | Campeonato Sudamericano                        | Lima, Perú                | 4.º                    | Salto longitud         | 6,25 metros            |
| 2019                   | Campeonato Centroamericano                     | Managua, Nicaragua        | 1.º                    | Salto longitud         | 6,39 metros            |
| 2019                   | Juegos Panamericanos                           | Lima, Perú                | 4.º                    | Salto longitud         | 6,55 metros            |
| 2020                   | Campeonato Sudamericano Indoor                 | Cochabamba, Bolivia       | 1.º                    | Salto longitud         | 6,58 metros RN         |
| 2021                   | Campeonato Sudamericano                        | Guayaquil, Ecuador        | 3.º                    | Salto longitud         | 6,34 metros            |
| 2021                   | Campeonato Centroamericano                     | Managua, Nicaragua        | 1.º                    | Salto longitud         | 6,18 metros            |
| 2021                   | Juegos Olímpicos                               | Tokio, Japón              | 27.º (Q)               | Salto longitud         | 6,12 metros            |
| 2022                   | Juegos Suramericanos                           | Asunción, Paraguay        | 4.º                    | Salto longitud         | 6,04 metros            |